# Cynegetis
Cynegetis är ett släkte av skalbaggar som beskrevs av Louis Alexandre Auguste Chevrolat 1837. Cynegetis ingår i familjen nyckelpigor.
Släktet innehåller bara arten Cynegetis impunctata.

## Bildgalleri

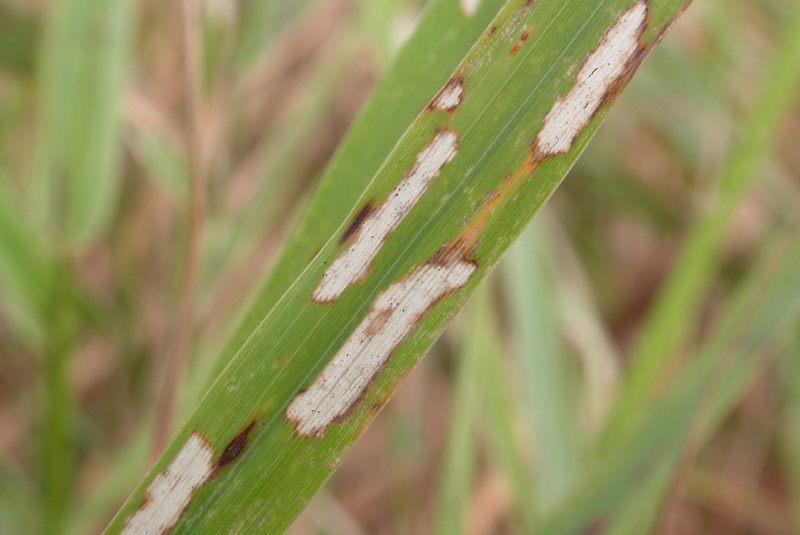
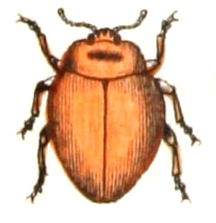
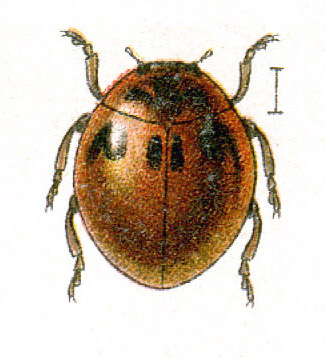